# الخطبة الشعبانية
الخطبة الشعبانية هي الخطبة التي ألقاها النبي محمد في آواخر شهر شعبان من أجل تهيئة المسلمين لإستقبال شهر رمضان، والتي تطرق فيها النبي محمد إلى بيان فضل الشهر وآدابه والأسرار الباطنية للصيام وفضائل الصائمين.

## زمان إلقاء الخطبة
اختلف فيها في مجامعنا الروائية، فقيل : في آخر جمعة من شعبان، وقيل : ثلاثة أيام بقيت من شعبان ، وقيل : آخر شعبان، أي أواخر شعبان.

## رواية الخطبة

### في مصادر الشيعة
ذكر الرواة الخطبة بسندين مع اختلاف العبارات، الأولى يرويها الكليني عن جعفر الصادق، والثانية عن علي بن موسى الرضا.
- وردت الرواية الأولى بهذا السند: محمد بن يحيى عن أحمد بن محمد بن عيسى، عن الحسن بن محبوب عن أبي أيوب، عن أبي الورد، عن أبي جعفر الصادق.[2][3]
- سند الرواية الثانية: أحمد بن محمد بن سعيد، عن علي بن الحسن بن فضال، عن أبيه، عن علي الرضا.
- وقد عبر عنها محمد تقي المجلسي بأنها موثقة كالصحيح[4] أما محمد باقر المجلسي فوضعها ضمن الأحاديث الحسنة[5] وحسنها أيضا بالسند المروي في كتاب تهذيب الأحكام[6]

### عند أهل السنة
يورد علماء المذهب السني الخطبة مع اختلاف العبارات برواية سلمان الفارسي، إلّا أنهم يذهبون إلى أنه منكر ومن الأحاديث الضعيفة والموضوعة لمافي سنده من رواة ضِعاف كعلي بن زيد بن جدعان.

## إستقبال شهر رمضان
إن خطبة النبي محمد هذه تدل على أهمية الأستعداد لإستقبال شهر رمضان وذلك من شهر شعبان، فيستعدون لإستقباله بنحو يليق بضيافة الله.

## نص الخطبة
ينقل الشيخ البهائي الخطبة في كتابه الأربعين، في الحديث التاسع، قائلا :
عن علي الرضا عن آبائه عن علي بن أبي طالب قال : إنّ رسول الله (صلى الله عليه وآله وسلم) خطبنا ذات يوم فقال : ( أ يّها الناس إنّه قد أقبل إليكم شهر الله بالبركة والرحمة والمغفرة، شهرٌ هو عند الله أفضل الشهور، وأيّامه أفضل الأيّام، ولياليه أفضل الليالي، وساعاته أفضل الساعات، هو شهر دُعيتم فيه إلى ضيافة الله، وجعلتم فيه من أهل كرامة الله، أنفاسكم فيه تسبيح، ونومكم فيه عبادة، وعملكم فيه مقبول، ودعاؤكم فيه مستجاب، فاسألوا الله ربّكم بنيّات صادقة وقلوب طاهرة أن يوفّقكم لصيامه وتلاوة كتابه فإنّ الشقيّ من حُرمَ غفرانَ الله في هذا الشهر العظيم، واذكروا بجوعكم وعطشكم فيه جوع يوم القيامة وعطشه، وتصدّقوا على فقرائكم ومساكينكم ووقّروا كباركم وارحموا صغاركم وصلوا أرحامكم وأحفظوا ألسنتكم وغضّوا عمّـا لا يحلّ النظر إليه أبصاركم وعمّـا لا يحلّ الاستماع إليه أسماعكم وتحنّنوا على أيتام الناس كما يتحنّن على أيتامكم وتوبوا إليه من ذنوبكم وارفعوا إليه أيديكم بالدعاء في أوقات صلواتكم فإنّها أفضل الساعات، ينظر اللهُ عزّ وجلّ فيها بالرحمة إلى عباده، يجيبهم إذا ناجوه، ويلبّيهم إذا نادوه، ويستجيب لهم إذا دعوه، أ يّها الناس : إنّ أنفسكم مرهونة بأعمالكم ففكّوها باستغفاركم، وظهوركم ثقيلة من أوزاركم فخفّفوا عنها بطول سجودكم، واعلموا أنّ الله تعالى ذكره أقسم بعزّته أن لا يعذّب المصلّين والساجدين، وأن لا يروعهم بالنار يوم يقوم الناس لربّ العالمين . أ يّها الناس من فطّر صائماً مؤمناً في هذا الشهر كان له بذلك عند الله عتق رقبة ومغفرةٌ لما مضى من ذنوبه، قيل له : يا رسول الله ليس كلّنا يقدر على ذلك، فقال (صلى الله عليه وآله وسلم) : اتّقوا النار ولو بشقّ تمرة، اتّقوا النار ولو بشربة من ماء، فإنّ الله يهب ذلك الأجر لمن عمل هذا اليسير، إذ لم يقدر على أكثر منه، أيّها الناس من حسّن منكم في هذا الشهر خلقهُ كان له جواز على الصراط يوم تزل فيه الأقدام، ومن خَفّف في هذا الشهر عمّـا ملكت يمينه خفّف الله عليه حسابه، ومن كفّ فيه شرّه كفّ الله عنه غضبه يوم يلقاه، ومن أكرم فيه يتيماً أكرمه الله يوم يلقاه، ومن وصل فيه رحمه وصله الله برحمته يوم يلقاه، ومن قطع فيه رحمه قطع الله عنه رحمته يوم يلقاه، ومن تطوّع فيه بصلاة كتب الله له براءة من النار ومن أدّى فيه فرضاً كان له ثواب من أدّى سبعين فريضة فيما سواه من الشهور، ومن أكثر فيه من الصلاة عليّ ثقّل الله ميزانه يوم تخفّ الموازين، ومن تلا فيه آية من القرآن، كان له مثل أجر من ختم القرآن في غيره من الشهور . أ يّها الناس إنّ أبواب الجنان في هذا الشهر مفتّحة فاسألوا ربّكم أن لا يغلقها عليكم، وأبواب النيران مغلقةٌ فاسألوا ربّكم أن لا يفتحها عليكم، والشياطين مغلولة فاسألوا ربّكم أن لا يسلّطها عليكم.
قال أمير المؤمنين علي بن أبي طالب : فقمت، فقلت : يا رسول الله ما أفضل الأعمال في هذا الشهر ؟ فقال الرسول صلى الله عليه وآله وسلم : يا أبا الحسن أفضل الأعمال في هذا الشهر الورع عن محارم الله عزّ وجلّ، ثمّ بكى، فقلت : يا رسول الله ما يبكيك ؟ فقال : ياعلي أبكي لما يُستحلّ منك في هذا الشهر، كأ نّي بك وأنت تصلّي لربّك وقد انبعث أشقى الأوّلين والآخرين شقيق عاقر ناقة ثمود، فضربك ضربةً على قرنك فخضب منه لحيتك.
قال أمير المؤمنين فقلت : يا رسول الله وذلك في سلامة من ديني ؟ فقال رسول الله صلى الله عليه وآله وسلم : في سلامة من دينك.
ثمّ قال : يا علي من قتلك فقد قتلني، ومن أبغضك فقد أبغضني، ومن سبّك فقد سبّني، لأ نّك منّي كنفسي وروحك من روحي، وطينتك من طينتي، إنّ الله تبارك وتعالى خلقني وإيّاك واصطفاني وإيّاك واختارني للنبوّة واختارك للإمامة فمن أنكر إمامتك فقد أنكر نبوّتي، يا علي أنت وصيّي، وأبو ولدي، وزوج ابنتي، وخليفتي على اُمّتي في حياتي وبعد موتي، أمرُك أمري، ونهيك نهيي، اُقسم بالذي بعثني بالنبوّة، وجعلني خير البريّة، إنّك لحجّة الله على خلقه وخليفته على عباده.
ثمّ سأل النبي أمير المؤمنين : كيف صبرك على القتل ؟ فقال (عليه السلام) : القتل مع سلامة في ديني ليس ممّـا يصبر عليه، إنّما يشكر الله عليه ) ، أي من نعم الله مثل هذه الشهادة المباركة فيشكر عليها .

## شروح الخطبة
- نور العرفان في شرح الخطبة الشعبانية، باللغة الفارسية، المؤلف: آقا محمد تقي بن محمد باقرالنجفي الأصفهاني.[11]

## انظر ايضاً
- خطبة حجة الوداع
- حديث نبوي
- الخطبة الفدكية
- الخطبة الشقشقية

## وصلات خارجية
- خطبة الرسول في استقبال شهر رمضان، حسين حمادي"صوت"
- تاملات في خطبة سيد الكائنات، رضا يوسف آل قرين
- تأملات في خطبة النبي الأعظم الرمضانية، مهند سلمان آل حسين